# Toni Moya
Antonio Moya Vega, noto semplicemente come Toni Moya (Mérida, 20 marzo 1998), è un calciatore spagnolo, centrocampista del Real Saragozza.

## Carriera
Cresciuto nel settore giovanile dell'Atlético Madrid, debutta in prima squadra il 25 ottobre 2017 in occasione dell'incontro di Coppa del Re pareggiato 1-1 contro l'Elche. Nel 2021 passa a titolo definitivo all'Alavés. La prima stagione con il club basco si conclude con la retrocessione in Segunda División. Nel 2022-2023 contribuisce alla vittoria dei play-off e quindi al ritorno in massima serie dell'Alavés. Tuttavia, nel mercato estivo Moya viene ceduto al Real Saragozza, rimanendo così in serie cadetta. In Aragona, Moya entra stabilmente nella squadra risultando uno dei centrocampisti più utilizzati. Il 6 aprile 2024, in casa del Levante, segna il suo primo gol con la maglia del Real Saragozza.

## Statistiche

### Presenze e reti nei club
Statistiche aggiornate al 31 gennaio 2025.
| Stagione                 | Squadra                  | Campionato               | Campionato | Campionato | Coppe nazionali | Coppe nazionali | Coppe nazionali | Coppe continentali | Coppe continentali | Coppe continentali | Altre coppe | Altre coppe | Altre coppe | Totale | Totale |
| Stagione                 | Squadra                  | Comp                     | Pres       | Reti       | Comp            | Pres            | Reti            | Comp               | Pres               | Reti               | Comp        | Pres        | Reti        | Pres   | Reti   |
| ------------------------ | ------------------------ | ------------------------ | ---------- | ---------- | --------------- | --------------- | --------------- | ------------------ | ------------------ | ------------------ | ----------- | ----------- | ----------- | ------ | ------ |
| 2016-2017                | Atlético Madrid B        | TD                       | 19         | 1          |                 | -               | -               |                    | -                  | -                  |             | -           | -           | 19     | 1      |
| 2017-2018                | Atlético Madrid B        | SDB                      | 28         | 5          |                 | -               | -               |                    | -                  | -                  |             | -           | -           | 28     | 5      |
| 2018-2019                | Atlético Madrid B        | SDB                      | 28         | 1          |                 | -               | -               |                    | -                  | -                  |             | -           | -           | 28     | 1      |
| 2019-2020                | Atlético Madrid B        | SDB                      | 19         | 2          |                 | -               | -               |                    | -                  | -                  |             | -           | -           | 19     | 2      |
| 2020-2021                | Atlético Madrid B        | SDB                      | 19         | 3          |                 | -               | -               |                    | -                  | -                  |             | -           | -           | 19     | 3      |
| Totale Atlético Madrid B | Totale Atlético Madrid B | Totale Atlético Madrid B | 113        | 12         |                 | -               | -               |                    | -                  | -                  |             | -           | -           | 113    | 12     |
| 2017-2018                | Atlético Madrid          | PD                       | 1          | 0          | CR              | 1               | 0               | UCL+UEL            | 0                  | 0                  |             | -           | -           | 2      | 0      |
| 2018-2019                | Atlético Madrid          | PD                       | 1          | 0          | CR              | 1               | 0               | UCL                | 0                  | 0                  |             | -           | -           | 2      | 0      |
| 2019-2020                | Atlético Madrid          | PD                       | 1          | 0          | CR              | 0               | 0               | UCL                | 0                  | 0                  | SS          | 0           | 0           | 1      | 0      |
| 2020-2021                | Atlético Madrid          | PD                       | 0          | 0          | CR              | 0               | 0               | UCL                | 0                  | 0                  |             | -           | -           | 0      | 0      |
| Totale Atlético Madrid   | Totale Atlético Madrid   | Totale Atlético Madrid   | 3          | 0          |                 | 2               | 0               |                    | -                  | -                  |             | -           | -           | 5      | 0      |
| 2021-2022                | Alavés                   | PD                       | 38         | 0          | CR              | 2               | 0               |                    | -                  | -                  |             | -           | -           | 40     | 0      |
| 2022-2023                | Alavés                   | PD                       | 39+4       | 3+0        | CR              | 3               | 0               |                    | -                  | -                  |             | -           | -           | 46     | 3      |
| Totale Deportivo Alavés  | Totale Deportivo Alavés  | Totale Deportivo Alavés  | 77+4       | 3          |                 | 5               | 0               |                    | -                  | -                  |             | -           | -           | 86     | 3      |
| 2023-2024                | Saragozza                | PD                       | 29         | 1          | CR              | 1               | 0               |                    | -                  | -                  |             | -           | -           | 37     | 1      |
| 2024-2025                | Saragozza                | PD                       | 23         | 0          | CR              | 2               | 0               |                    | -                  | -                  |             | -           | -           | 25     | 0      |
| Totale carriera          | Totale carriera          | Totale carriera          | 245+4      | 16         |                 | 10              | 0               |                    | -                  | -                  |             | -           | -           | 266    | 16     |